# Kastre
Kastre ist eine Landgemeinde im estnischen Kreis Tartu mit einer Fläche von 472 km². Sie hat 6.148 Einwohner (Stand 2025). Sie entstand 2017 aus dem Zusammenschluss der Landgemeinden Haaslava, Mäksa und Võnnu.
Neben dem Hauptort Kurepalu (147 Einwohner) gehören zur Landgemeinde die Dörfer Aadami, Aardla, Aardlapalu, Agali, Ahunapalu, Alaküla, Aruaia, Haaslava, Hammaste, Igevere, Ignase, Imste, Issaku, Kaagvere, Kaarlimõisa, Kannu, Kastre, Kitseküla, Kõivuküla, Koke, Kõnnu, Kriimani, Kurista, Lääniste, Lange, Liispõllu, Mäksa, Mäletjärve, Melliste, Metsanurga, Mõra, Päkste, Paluküla, Poka, Roiu, Rookse, Sarakuste, Sudaste, Tammevaldma, Terikeste, Tigase, Tõõraste, Uniküla, Vana-Kastre, Veskimäe, Võnnu, Võõpste und Võruküla.